# Țebrîkove
Țebrîkove (în ucraineană Цебрикове, în germană Hoffnungstal) este o așezare de tip urban din raionul Rozdilna, regiunea Odesa, Ucraina. Satul a fost locuit de germanii pontici. În afara localității principale, mai cuprinde și satele Irînivka, Maloțebrîkove, Mardari, Novopavlivka, Novoromanivka, Olenivka și Olhînove.

## Demografie
Componența lingvistică a așezării de tip urban Țebrîkove
     Ucraineană (95,13%)
     Rusă (3,07%)
     Română (1,19%)
     Alte limbi (0,51%)
Conform recensământului din 2001, majoritatea populației așezării de tip urban Țebrîkove era vorbitoare de ucraineană (95,13%), existând în minoritate și vorbitori de rusă (3,07%) și română (1,19%).